# Microrregión de Bananal
La microrregión de Bananal es una de las microrregiones del estado brasileño de São Paulo perteneciente a la Mesorregión del Valle del Paraíba Paulista. Su población fue estimada en 2006 por el IBGE en 26.895 habitantes y está dividida en cinco municipios. Posee un área total de 2.063,920 km².

## Municipios
- Arapeí
- Areias
- Bananal
- São José do Barreiro
- Silveiras

- Datos: Q2331401